# Mathias Schober
Mathias Schober, né le 8 avril 1976 à Marl, est un ancien footballeur allemand qui évoluait au poste de gardien de but.

## Carrière
- 1996-2001 :  FC Schalke 04
- 2000-2001 :  Hambourg SV (prêt)
- 2001-2007 :  FC Hansa Rostock
- 2007-2012  :  FC Schalke 04